# Meilenstein (Bitterfeld)

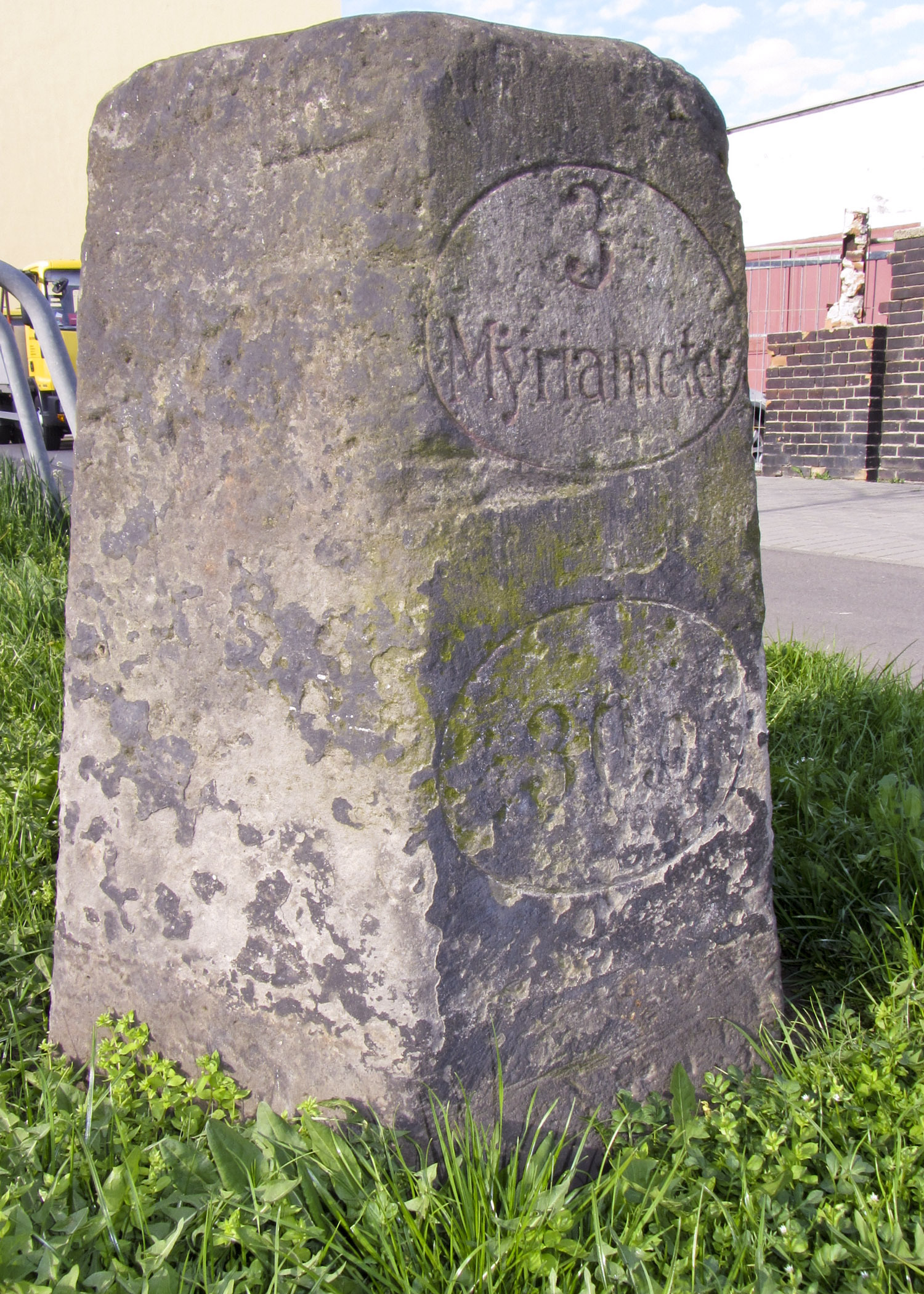
Preußischer Ganzmeilenstein in Bitterfeld

Der Meilenstein in Bitterfeld gehört zum seltenen Typ der Sechskantsteine. Diese finden sich nur entlang des Chausseeabschnitts Treuenbrietzen–Halle der preußischen Chaussee Berlin–Kassel sowie in Berlin selbst. Dass es sich ursprünglich um einen Meilenstein handelte, kann man heute nur noch aufgrund des Standortes in der Bismarckstraße (Bundesstraße 100) und anhand der Gestalt des halb versunkenen Steines rekonstruieren.
Seine Inschriften lauten „3 Myriameter“ und „30,0“. Um beide Entfernungsangaben wurde ein Oval gezogen. Die Angaben beziehen sich jeweils auf die Stadt Halle und entsprechen der ursprünglichen Beschriftung mit „4 Ml.“, da vier preußische Meilen 30,128 Kilometern entsprechen und zehn Kilometer ein Myriameter sind. Der unter Denkmalschutz stehenden Meilenstein stand früher etwas weiter nördlich, gelangte dann ins Kreismuseum am Kirchplatz (1982) und in den Museumshof. Er wurde erst im Jahr 2006 wieder aufgestellt.
Seine Gestaltung als Sechskantstein entspricht den Meilensteinen in Roitzsch und Landsberg, aber auch den Steinen in Gossa (Chausseestraße 19 & Chausseestraße 31), in der Lutherstadt Wittenberg, bei Schleesen und Köpnick. Diese Steine stammen allesamt aus den 1870er Jahren und ersetzten die vorher vorhandenen Meilensteine nach der 1868 beschlossenen Umstellung der preußischen Meile von 7532 Metern auf die Metermeile von 7500 Metern. Sie sind die einzigen bekannten sechskantigen Meilensteine in Preußen.
Im Denkmalverzeichnis ist der Distanzstein unter der Erfassungsnummer 094 05203 als Baudenkmal verzeichnet.